# Frankfurter Allgemeine Zeitung

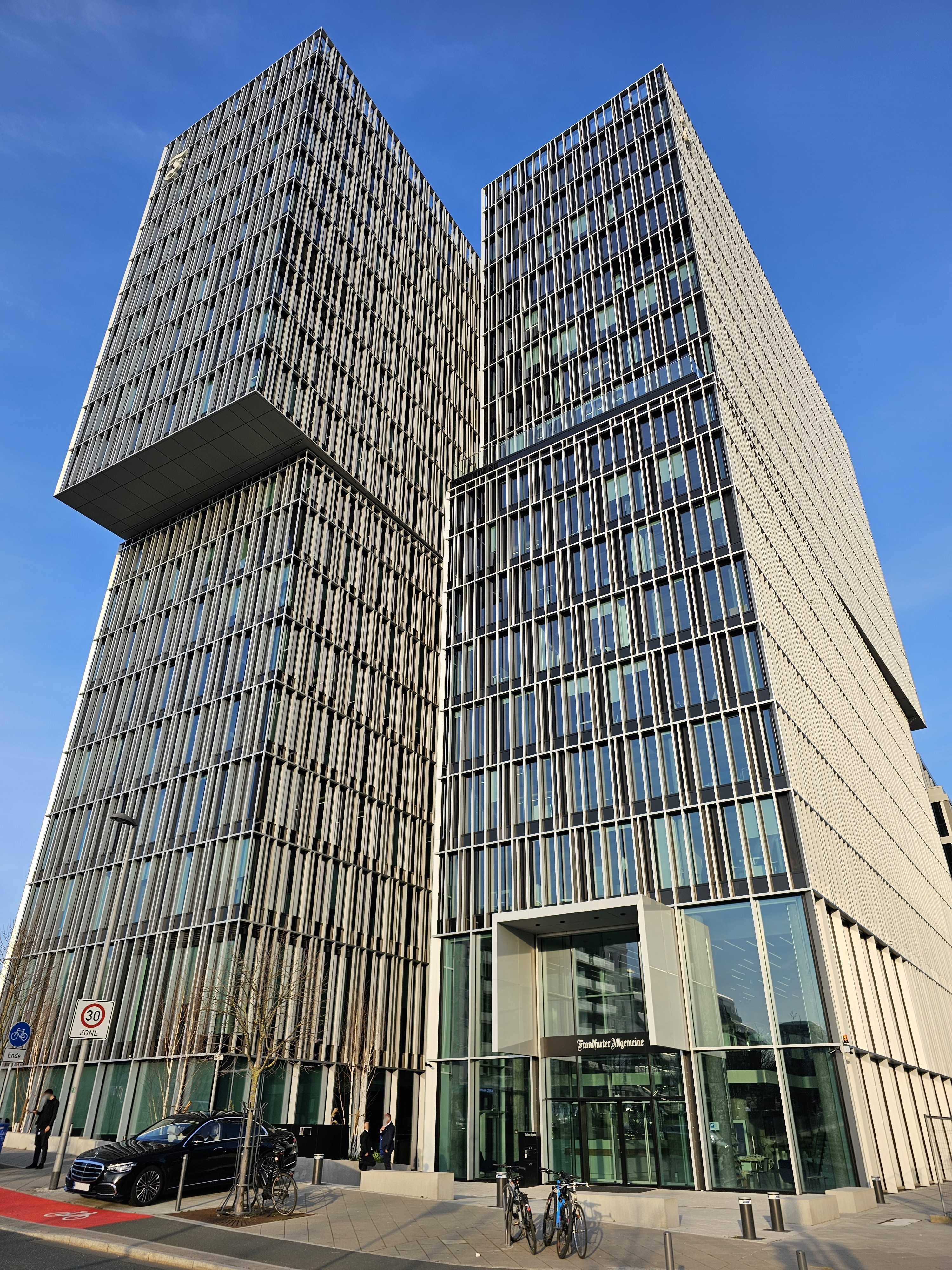
FAZ-Tower, Pariser Straße 1, Frankfurt am Main

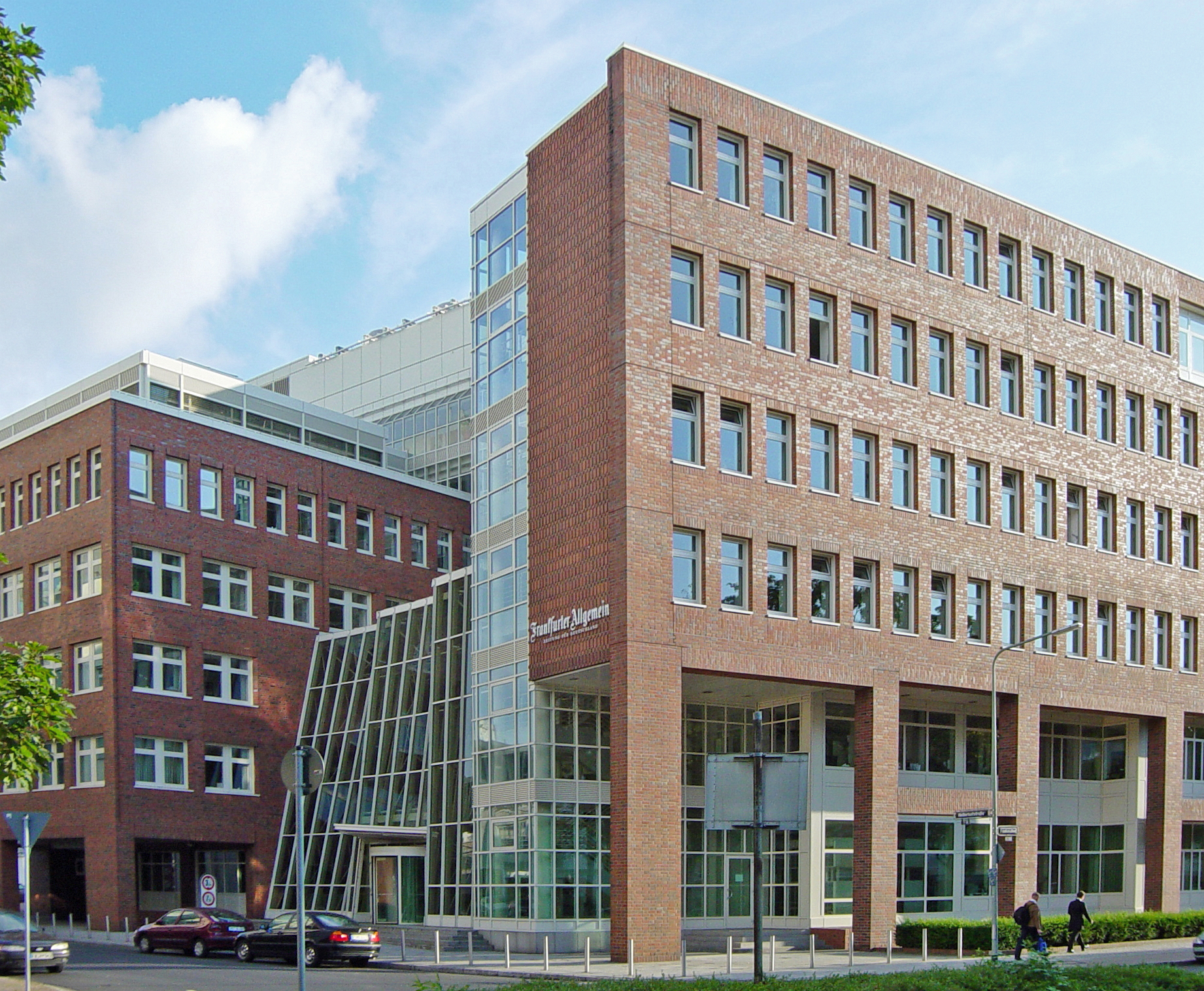
Ehemaliges Redaktionsgebäude, Hellerhofstr. 9, Frankfurt am Main im Gallusviertel

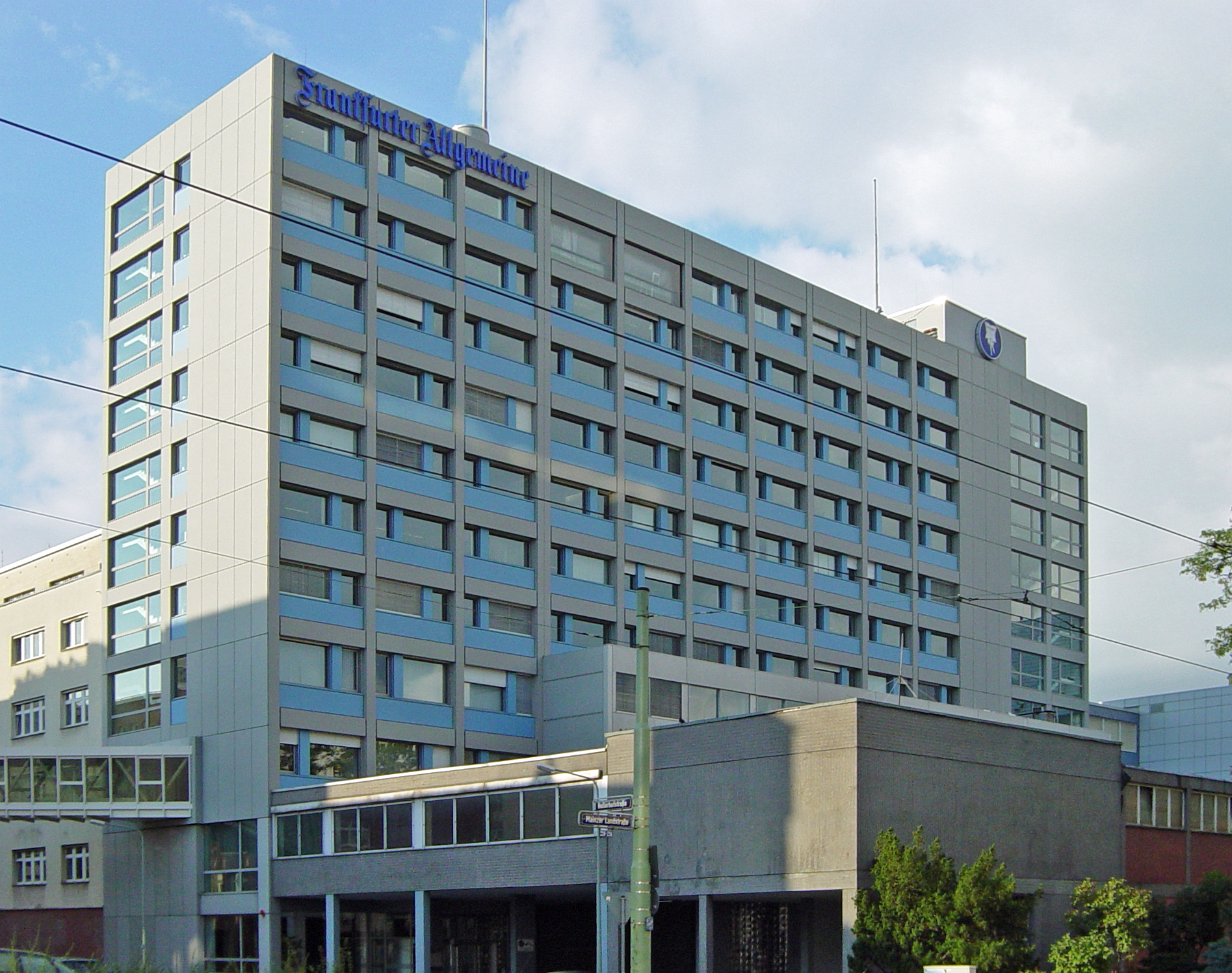
Ehemaliges Verlagsgebäude, Hellerhofstr. 2–4, Frankfurt am Main

Die Frankfurter Allgemeine Zeitung (Eigenschreibweise Frankfurter Allgemeine. Zeitung für Deutschland; kurz F.A.Z. oder FAZ) ist eine deutsche überregionale Abonnement-Tageszeitung. Sie wird von der Frankfurter Allgemeine Zeitung GmbH verlegt, die sich zu 93,7 Prozent im Besitz der Fazit-Stiftung (gemeinnützige GmbH) befindet. Die weiteren Anteile werden von den Herausgebern gehalten, die auch die Linie der Zeitung bestimmen. Die verkaufte Auflage beträgt 175.550 Exemplare, ein Minus von 56,1 Prozent seit 1998. Die FAZ wird zu den Leitmedien im deutschsprachigen Raum gezählt.

## Profil
Die FAZ gilt allgemein als bürgerlich-konservatives Medium. Der rechtskonservative Historiker Peter Hoeres wies 2019 in seiner Darstellung der Geschichte der FAZ aber auf das traditionell breite Meinungsspektrum innerhalb der Redaktion hin: „Eine homogen konservative Zeitung ist sie […] zu keinem Zeitpunkt gewesen. Vielmehr brach sie von Beginn an mit der deutschen Staatsfixierung und Kartelltradition im Wirtschaftsleben, sie schloss sich politisch bald vorbehaltlos dem Westen an und öffnete sich auch mit Nachdruck der westlichen kulturellen Moderne. Sie beherbergte seit den sechziger Jahren auch dezidiert linke oder sich links gerierende Journalisten.“ 95 Prozent der interviewten Mitarbeiter hätten inhaltlich übereinstimmend gesagt: „Ja, die Zeitung ist konservativ, aber ich bin es nicht.“
Laut einer Untersuchung von Literaturkritik.at erschienen im Jahr 2014 in der FAZ 447 Belletristik-Rezensionen mit einer Länge von über 500 Wörtern, was ihren Sonderstatus als „Flaggschiff des deutschen Rezensionsfeuilletons“ bestätige, das trotz eines Rückgangs in den vorangegangenen Jahren „noch immer mit Abstand die meisten Besprechungstexte überhaupt veröffentlicht“.
Mit über 90 In- und Auslandskorrespondenten, die exklusiv für die FAZ berichten, ist das Korrespondentennetz der Zeitung eines der größten der Welt. In Metropolen gibt es mehrere spezialisierte Auslandskorrespondenten für Politik, Wirtschaft und Feuilleton, so in Brüssel (4), London (4), Madrid (2), Moskau (2), New York (3), Paris (2), Peking (2), Rom (2), Washington (2), Wien (2). Im Inland unterhält die FAZ (neben der Redaktion der Rhein-Main-Zeitung) Redaktionsbüros in Berlin, Bonn, Dresden, Düsseldorf, Hamburg, Hannover, Kassel, Leipzig, München, Stuttgart und Wiesbaden.

## Auflage
Die Frankfurter Allgemeine Zeitung hat in den vergangenen Jahren erheblich an Auflage eingebüßt. Sie beträgt gegenwärtig 175.550 Exemplare. Die verkaufte Auflage ist in den vergangenen 10 Jahren um durchschnittlich 5,2 % pro Jahr gesunken. Im vergangenen Jahr hat sie um 2,9 % abgenommen. Der Anteil der Abonnements an der verkauften Auflage liegt bei 75,8 %.
| 1998   | 1999   | 2000   | 2001   | 2002   | 2003   | 2004   | 2005   | 2006   | 2007   | 2008   | 2009   | 2010   | 2011   | 2012   | 2013   | 2014   | 2015   | 2016   | 2017   | 2018   | 2019   | 2020   | 2021   | 2022   | 2023   | 2024   |
| ------ | ------ | ------ | ------ | ------ | ------ | ------ | ------ | ------ | ------ | ------ | ------ | ------ | ------ | ------ | ------ | ------ | ------ | ------ | ------ | ------ | ------ | ------ | ------ | ------ | ------ | ------ |
| 400307 | 400771 | 400554 | 400821 | 384353 | 388507 | 377262 | 367076 | 365484 | 368470 | 373393 | 370406 | 363620 | 360446 | 353010 | 329705 | 305257 | 263910 | 252253 | 244219 | 235271 | 228895 | 200883 | 201726 | 189948 | 183921 | 178670 |

| 1998   | 1999   | 2000   | 2001   | 2002   | 2003   | 2004   | 2005   | 2006   | 2007   | 2008   | 2009   | 2010   | 2011   | 2012   | 2013   | 2014   | 2015   | 2016   | 2017   | 2018   | 2019   | 2020   | 2021   | 2022   | 2023   | 2024   |
| ------ | ------ | ------ | ------ | ------ | ------ | ------ | ------ | ------ | ------ | ------ | ------ | ------ | ------ | ------ | ------ | ------ | ------ | ------ | ------ | ------ | ------ | ------ | ------ | ------ | ------ | ------ |
| 289990 | 288319 | 288209 | 285652 | 274296 | 267131 | 257741 | 250501 | 246497 | 243576 | 242968 | 239627 | 236350 | 231290 | 226532 | 220890 | 209903 | 196459 | 182569 | 175574 | 170240 | 164942 | 159424 | 155360 | 143605 | 137895 | 132641 |

## Geschichte

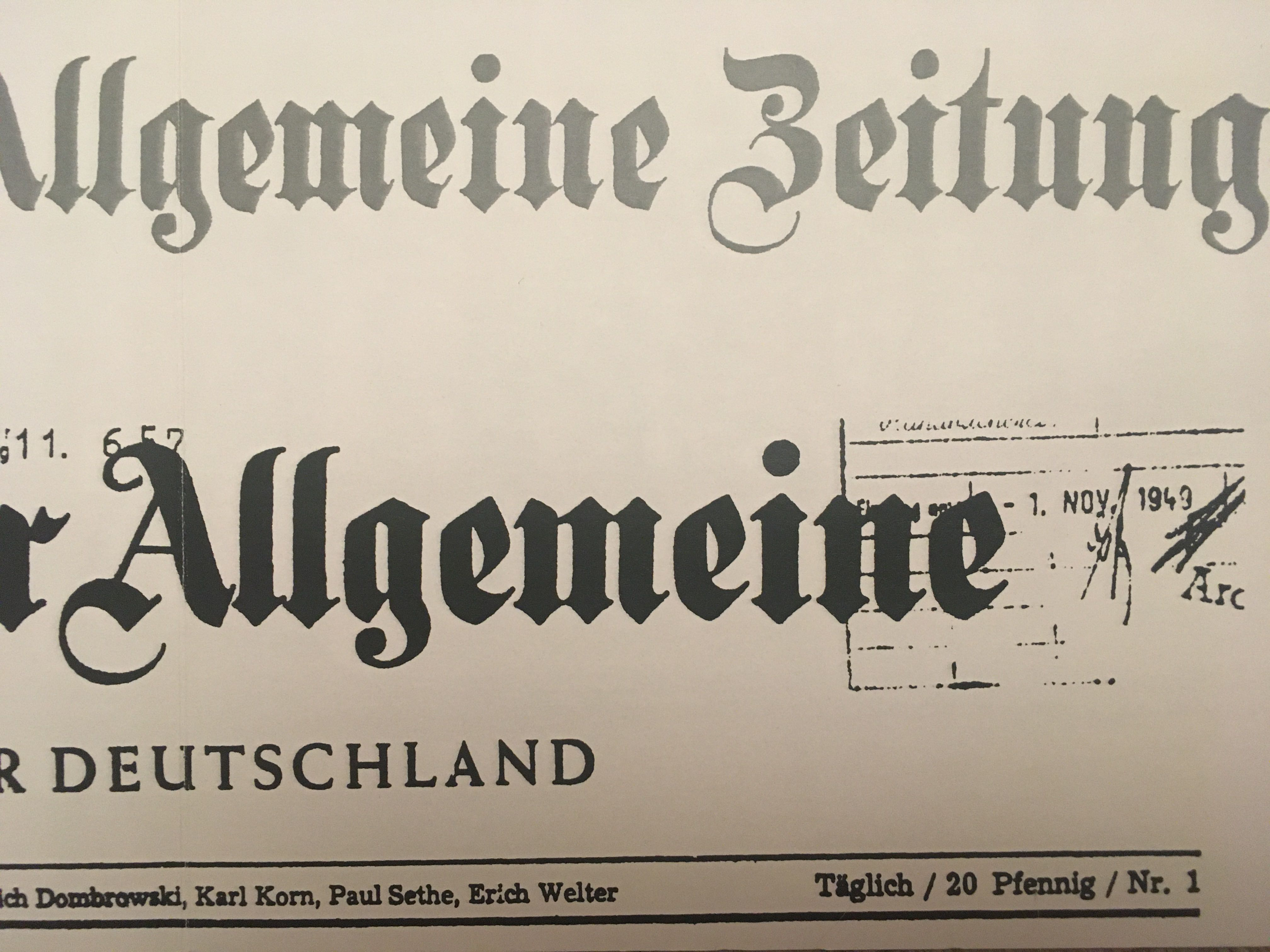
Faksimile Frankfurter Allgemeine, vom 1. November 1949

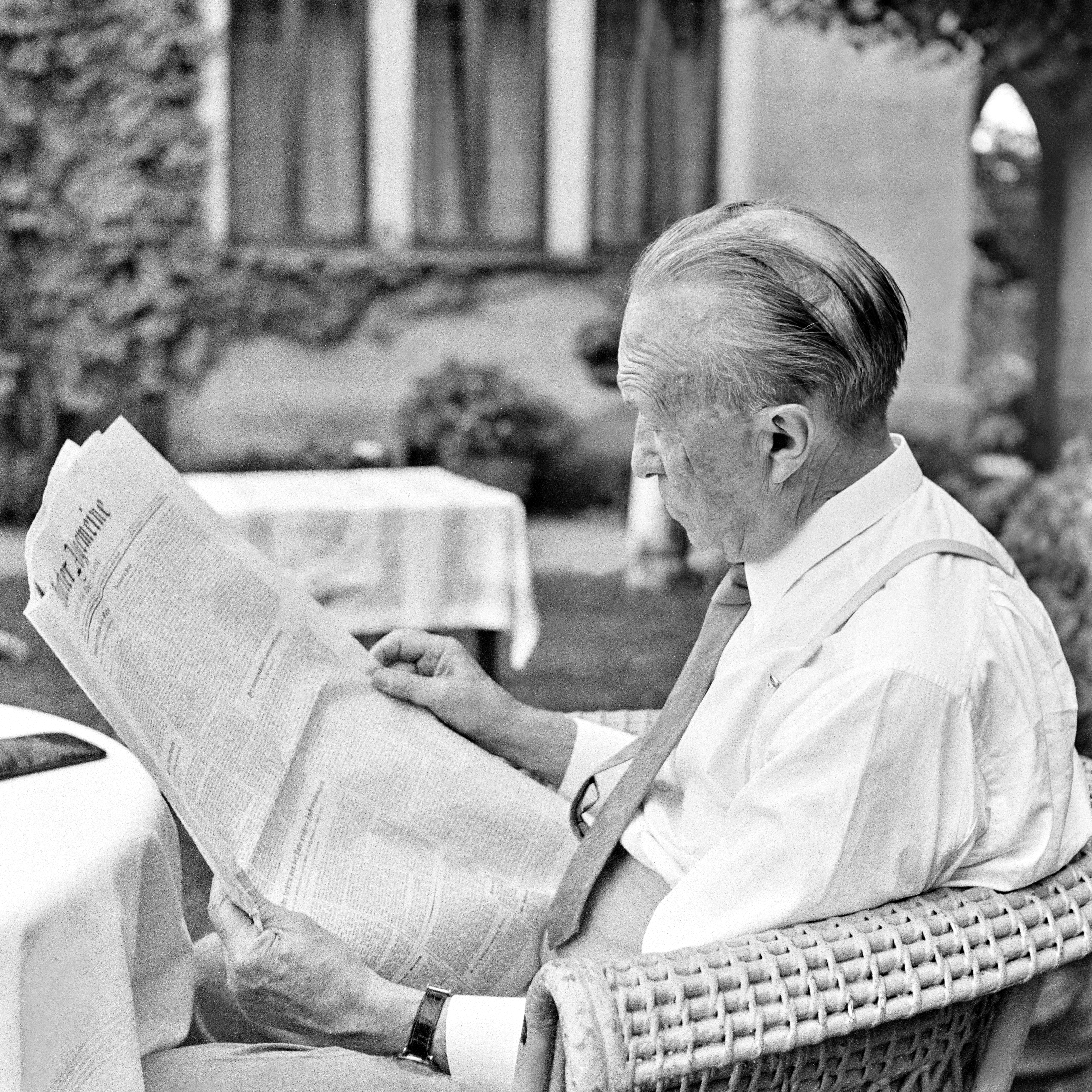
Konrad Adenauer liest die FAZ-Ausgabe vom 7. August 1961

Die Gründung der Frankfurter Allgemeinen Zeitung im Jahr 1949 geht auf einen Beschluss der Wirtschaftspolitischen Gesellschaft von 1947 (WiPoG) zurück, eines zwei Jahre zuvor gegründeten Vereins von Unternehmern, die ihre Interessen in der Öffentlichkeit stärker vertreten sehen wollten. Gründungsherausgeber der FAZ waren Hans Baumgarten, Erich Dombrowski, Karl Korn, Paul Sethe und Erich Welter.
Einige Redakteure der FAZ arbeiteten zuvor schon bei der 1943 verbotenen Frankfurter Zeitung und bei der Allgemeinen Zeitung in Mainz. Die erste Ausgabe der Zeitung erschien am 1. November 1949. Auf der Titelseite dieser Ausgabe hieß es unter der Überschrift „Zeitung für Deutschland“: „Unsere Leser haben heute die erste Nummer der ‚Frankfurter Allgemeinen Zeitung‘ vor sich. Dieses Blatt setzt die journalistische Arbeit fort, die in Mainz mit der ‚Allgemeinen Zeitung‘ begonnen worden ist. Aber es knüpft zugleich den Anfang zu einem neuen Werk.“
Gestalterin des Schriftzuges der Frankfurter Allgemeinen, bis heute typografisch unverändert das Markenzeichen der Zeitung, war die Gebrauchsgrafikerin und Schriftzeichnerin Regina May, die 1950 bis 1975 als Modeillustratorin FAZ-Mitarbeiterin war.
Laut eigener Darstellung sieht sich die Zeitung nicht als direkte Nachfolgerin der Frankfurter Zeitung. So konnte man in der ersten Ausgabe lesen: „Aus der Tatsache, dass einige unserer Mitarbeiter früher der Redaktion der ‚Frankfurter Zeitung‘ angehört haben, ist vielfach geschlossen worden, hier werde der Versuch gemacht, die Nachfolgeschaft dieses Blattes anzutreten. Eine solche Annahme verkennt unsere Absichten. Wie jeder, so haben auch wir die hohen Qualitäten dieses Blattes bewundert […] Aber der Respekt vor einer hervorragenden Leistung bedeutet noch nicht den Wunsch, sie zu kopieren.“ Der Titel Frankfurter Zeitung wurde jedoch von der FAZ für sich markenrechtlich geschützt. Jahre später wurde die Marke Frankfurter Allgemeine Zeitung für Deutschland geschützt.
Bis zum 30. September 1950 wurde die FAZ in Mainz gedruckt. Eine erste Anfrage, die FAZ in der von der Frankfurter Rundschau gepachteten Societäts-Druckerei herstellen zu lassen, gab es 1949, doch lehnte der in seine Rechte als Miteigentümer der Druckerei und der Frankfurter Zeitung wiedereingesetzte Kurt Simon dies mit der Begründung ab, die Herausgeber Erich Welter und Paul Sethe seien im Sinne nationalsozialistischer Zielsetzung zu stark engagiert gewesen. Später konnte man sich doch noch einigen und ab Herbst 1950 wurde die FAZ in der Societäts-Druckerei gedruckt. Im Jahr 1987 wurde in der Hellerhofstraße ein neues Redaktionsgebäude fertiggestellt, das der Frankfurter Architekt Artur Walter geplant hatte. 1989 übernahm die Fazit-Stiftung die Mehrheit der Societäts-Druckerei.
Neben integren Verlagsgründern und leitenden Mitarbeitern waren die 1950er Jahre auch durch einige NS-belastete leitende Mitarbeiter geprägt. So traten die Verlagsmanager Viktor Muckel, ehemaliger NS-Gauamtsleiter in Düsseldorf und Erwin Finkenzeller, im Zweiten Weltkrieg Propagandist der SS-Standarte Kurt Eggers, in die Führungsebene der FAZ ein. Während Finkenzeller für das Anzeigengeschäft zuständig war, übernahm Muckel die Bereiche Vertrieb und Werbung, zunächst als „selbständiger Verlagsberater“, dann als einer der Verlagsdirektoren. Von ihm stammt der bis heute gängige FAZ-Werbeslogan „Dahinter steckt immer ein kluger Kopf“.
Die Macher der FAZ (und viele Leser) wehrten sich lange Zeit gegen eine Überarbeitung des eher schlichten, ruhigen Erscheinungsbildes. Titelbilder in der FAZ blieben traditionell die Ausnahme und die Einführung farbiger Informationsgrafiken und Fotografien wurde kontrovers diskutiert. Seit dem 5. Oktober 2007 erscheint die Zeitung in einer optisch überarbeiteten, moderneren Aufmachung: Dabei entfielen unter anderem die Fraktur-Überschriften über den Kommentaren sowie die Linien zwischen den einzelnen Spalten. Die erste Seite erhielt ein farbiges Titelbild, wie auch die Abbildungen im Innenteil der Zeitung nach Möglichkeit farbig gehalten sind. Kästen mit zunehmend kürzeren Erläuterungen zu einzelnen Stichwörtern werden häufiger eingesetzt. Damit reagierte das Herausgebergremium auf anhaltende Auflagenverluste.
Seit dem 20. April 2011 ist die FAZ auch als ePaper auf dem iPad verfügbar, seit Januar 2016 gibt es zudem eine digital angepasste sowie multimedial ergänzte Ausgabe der Zeitung.

### Wirtschaftliche Entwicklung
Im Geschäftsjahr 2012 machte die Verlagsgesellschaft durch den weiteren Rückgang der Anzeigenerlöse einen Verlust von 4,3 Millionen Euro, nachdem im Vorjahr durch den Verkauf von Vermögen noch ein Ertrag von 19,3 Millionen Euro erwirtschaftet worden war. 2013 stieg das Defizit weiter an, auch der Umsatz ging zurück. Zum Ausgleich wurde Anfang 2014 die Seitenzahl der Zeitung reduziert, damit verbunden waren Personaleinsparungen in der Redaktion.
2014 kündigte die FAZ an, bis 2017 jährlich 20 Millionen Euro einzusparen und bis zu 200 von 900 Stellen zu streichen. Seit 2015 kann die FAZ durch gesunkene Kosten und stabile Anzeigenerlöse wieder positive Ergebnisse vorweisen.
Die FAZ verkaufte im Zuge der Konzentration auf die Kernkompetenz im September 2005 ihre Buchverlage Kösel-Verlag und Deutsche Verlags-Anstalt mit dem Manesse Verlag an die Verlagsgruppe Random House. 2006 stieß die FAZ Buch- und Zeitschriftenverlag auch den Kunstbuchverlag Prestel ab. Nach wie vor erscheinen FAZ-Bücher im so genannten FAZ-Institut.
Im Jahr 2021 wurde bekannt gegeben, dass die Samstagszustellung als Test der Frankfurter Allgemeinen Sonntagszeitung aufgrund sinkender Verkaufsstellen sowie Problemen bei der Sonntagszustellung laut eigenen Angaben erfolgreich war, die Umsetzung der bundesweiten Zustellung am Samstag sollte im 2. Quartal 2022 vollständig abgeschlossen sein. Die Samstagsausgabe der FAZ ist davon unberührt, dadurch wird es künftig zwei Zeitungsausgaben von demselben Verlag an diesem Tag geben.
Ende 2022 zogen Redaktion, Herausgeber und Geschäftsführung in den neu errichteten FAZ-Tower an der Pariser Straße im Europaviertel.

### Gesellschaftliche Wirkung
Die FAZ spielt in vielen gesellschaftspolitischen Diskussionen eine meinungsbildende Rolle und/oder löste sie häufig aus. Sie wird von Journalisten als eines der deutschsprachigen Leitmedien eingestuft. So veröffentlichte sie etwa wesentliche Debattenbeiträge des Historikerstreits der 1980er Jahre, unter anderem von Ernst Nolte und Michael Stürmer, zuerst. Frank Schirrmacher (1959–2014), Mitherausgeber seit 1994, stieß 2002 die Debatte über Martin Walsers Roman Tod eines Kritikers an, als er den – gewissermaßen traditionellen – Vorabdruck des neuen Walser-Romans verweigerte und in einem offenen Brief ausführlich begründete, was der Rezension eines noch nicht veröffentlichten Buchs gleichkam. Mit seinem 2004 erschienenen Buch Das Methusalem-Komplott und einer Reihe von Artikeln beteiligte sich Schirrmacher an der Diskussion über die Überalterung der deutschen Gesellschaft (siehe auch Demografie Deutschlands) und die damit einhergehenden sozialen, wirtschaftlichen, politischen und städtebaulichen Folgen. 2006 erregte ein Interview größeres Aufsehen, das Günter Grass der FAZ bereitwillig gegeben hatte und in dem er kurz vor der Veröffentlichung seiner Memoiren Beim Häuten der Zwiebel erstmals öffentlich von seiner Waffen-SS-Mitgliedschaft berichtete.
In der Diskussion über die Rechtschreibreform von 1996 spielten Beiträge von FAZ-Redakteuren und Gastautoren eine wichtige Rolle. Die Zeitung berichtete nicht nur über die Entwicklungen, sondern griff auch aktiv in die Debatte zugunsten der alten Rechtschreibung ein. Nach einer anfänglichen Umstellung zum 1. August 1999 auf die reformierte Rechtschreibung kehrte die Redaktion nach einem Jahr (zum 1. August 2000) wieder zur bisherigen Rechtschreibung zurück. Nach den Überarbeitungen des Regelwerkes durch den Rat für deutsche Rechtschreibung übernahm die FAZ Teile der Reform und druckt seit 1. Januar 2007 nach einer Hausorthographie, basierend auf der neuen deutschen Rechtschreibung, jedoch mit einigen Modifikationen. Durch das zwischenzeitliche Beharren auf der „bewährten“ Schreibweise (der sich 2005 auch Der Spiegel, der Axel-Springer-Verlag und die Süddeutsche Zeitung vorübergehend anschlossen) wollte die Redaktion unter anderem Druck auf den Rat für deutsche Rechtschreibung ausüben, die in ihren Augen groben Fehler der Reform zu korrigieren.
Die FAZ veröffentlicht auf ihrer Leserbriefseite oft Leserbriefe von Personen des öffentlichen Lebens, zum Beispiel Professoren.

## Publizistische Ableger

### FAZ.NET
Seit Januar 2001 betreibt die FAZ ein eigenständiges redaktionelles Nachrichtenportal im Internet unter der URL FAZ.NET.
Am 17. November 2007 erhielt FAZ.NET ein verändertes Seitenlayout. Im Oktober 2011 kam es zu einer weiteren Überarbeitung des Layouts von FAZ.NET. Nach dieser Überarbeitung ähnelt die Website dem Aussehen der Printausgabe. So wich das eigene, moderner gestaltete Logo von FAZ.NET dem bekannten Frakturschrift-Kopf der gedruckten Zeitung, dem seit seinem ersten Erscheinen etablierten Markenzeichen. Dabei wurde auch die Darstellung der Leserkommentare überarbeitet. Diese waren vor der Umstellung unter dem Artikel und konnten positiv wie negativ bewertet werden; nach der Umstellung befanden sich die Kommentare in einem separaten Reiter, und es war nicht mehr möglich, Leserkommentare negativ zu bewerten. Leserkommentare werden vor Veröffentlichung durch einen Moderator überprüft.
Von 2013 bis Ende März 2020 verantwortete ein Chefredakteur alle digitalen Produkte der FAZ. Mathias Müller von Blumencron hatte die Position bis 2018 inne. Sein Nachfolger war Carsten Knop. Mit der Berufung Knops zum Herausgeber der Frankfurter Allgemeinen Zeitung entfiel der Posten des „Chefredakteurs Digitale Produkte“ zum 1. April 2020 wieder.
Im Juni 2015 verzeichnete FAZ.NET laut den Ergebnissen der Studie AGOF digital facts 6,55 Millionen Besucher pro Monat. Im Oktober 2020 verzeichnete die Seite 16,9 Mio. Besucher.
Entwicklung der Besucherzahlen
Seit Oktober 2018 sind Analysen und Hintergrundberichte sowie Kommentare im Rahmen der Paywall F+ überwiegend kostenpflichtig. Berichtende Artikel sind weiterhin kostenfrei.
Im Januar 2022
wurden 75,8 Mio. Besuche der Internetseite gezählt, bei denen im Mittel 2,76 Seiten abgerufen wurden.
Im April des Jahres 2024 wurde FAZ.NET sowie die zugehörige App für Smartphones und Tablets erneut umfassend überarbeitet. Dabei wurden die Internetseiten "www.faz.net" (Desktop) und "m.faz.net" (Mobile Endgeräte) zusammengeführt. Die Schrift der Artikel wurde von serifenloser Schrift auf eine Serifenschriftart umgestellt. Das Design wurde nach eigenen Angaben intuitiver und minimalistischer gestaltet. Zudem wurden einige neue Funktionen eingeführt. Das Abomodell F+ wurde in FAZ+ umbenannt.

### Frankfurter Allgemeine Sonntagszeitung
Die Frankfurter Allgemeine Sonntagszeitung (FAS), erstmals erschienen am 30. September 2001, ist die Sonntagszeitung der FAZ. Trotz gemeinsamer Nutzung redaktioneller Ressourcen und Autoren tritt sie eigenständig auf und beschäftigt 50 Redakteure.

### Rhein-Main-Zeitung
Die Regionalausgabe der FAZ in der Rhein-Main-Region heißt Rhein-Main-Zeitung.
Seit Juni 2020 ist Helmut Schwan Ressortleiter des Regionalteils. Von 1990 bis 2007 wurde die Regionalausgabe von Günter Mick geleitet und von 2007 bis Juni 2020 von Matthias Alexander.

### Apps derFAZ
Gegenwärtig (Stand 2021) sind sechs Apps der FAZ. auf dem Markt. Die klassische FAZ.NET-App verfügt über alle Inhalte der Website und einer zusätzlichen „Entdecken-Funktion“, mit der dem Leser Nachrichten, die auf Basis seines bisherigen Leseverhaltens herausgefiltert wurden, angezeigt werden. Die App DER TAG informiert den Leser mit „den wichtigsten Nachrichten, der vergangenen 24 Stunden“. Für die dritte kostenlose App FAZ-Stellenmarkt wirbt die FAZ mit Jobangeboten speziell für Fach- und Führungskräfte.
Neben den drei kostenfreien existieren derzeit zudem drei kostenpflichtige Apps, F.A.Z. Kiosk mit allen E-Paper-Varianten sowie Zeitungs-Archiv der FAZ, F.A.Z. Einspruch und F.A.Z. Digitec.

### Audioausgabe und Podcasts
Der zentrale Podcast der Frankfurter Allgemeinen Zeitung ist der „F.A.Z. Podcast für Deutschland“ angelehnt an den Claim „Zeitung für Deutschland“, der seit jeher unter dem Titelkopf der Zeitung steht. Er erscheint werktäglich um 17:00 Uhr und umfasst eine Länge von etwa 20 Minuten. Die erste Ausgabe des „Podcast für Deutschland“ erschien am 20. Januar 2020.
Die Audioausgabe der Frankfurter Allgemeinen Zeitung für das Hören via (Mobil-)Telefon erscheint werktäglich mit den wichtigsten Kommentaren der FAZ. Sie ermöglicht auch Blinden und Sehbehinderten einen leichten Zugang. Diese Hörzeitung ist 30 bis 40 Minuten lang hörbar. Die Navigation erfolgt über die Tastatur.
In Verbindung mit FAZ Audio-Dossiers und der Audioausgabe erscheinen seit Mai 2006 in regelmäßigen Abständen Podcasts der Frankfurter Allgemeinen Zeitung. Aktuelle Podcasts sind FAZ Einspruch, ein Podcast zu Themen rund um Recht, FAZ Digitec, ein Podcast, der sich rund um Themen der digitalen Wirtschaft, der Industrie 4.0 und Technik dreht, sowie der Podcast zur FAZ-Kolumne Wie erkläre ich’s meinem Kind? – ein Podcast, der Fragen von Kindern beantwortet.
Seit August 2018 gibt es mit FAZ Essay einen weiteren Podcast im Repertoire der FAZ. In diesem werden Essays aus der montags in der FAZ erscheinenden Seite Die Gegenwart vorgetragen.
Der Podcast Am Tresen ist ein Gesprächspodcast, in dem sich Redakteure der FAZ mit eingeladenen Gästen rund eine Stunde lang unterhalten.
Der neueste Podcast im Repertoire der FAZ ist ein Podcast rund um gesundheitliche Themen (Gesundheit – der FAZ Podcast).

### Frankfurter Allgemeine Woche(eingestellt)
Seit April 2016 erschien wöchentlich jeweils am Freitag die Frankfurter Allgemeine Woche. Das Magazin hatte das Format 26,5 × 20,3 cm, es wurde im 4-Farb-Offsetdruck gedruckt und hatte einen Umfang von etwa 80 Seiten. Eine jeweilige Titelgeschichte wurde ausführlicher behandelt. Verantwortlicher Redakteur war Philip Eppelsheim. Seit April 2018 war die Frankfurter Allgemeine Woche auch als multimediale Ausgabe erhältlich. Ende Juni 2020 wurde das Magazin eingestellt.

### Frankfurter Allgemeine Quarterly
Das vierteljährliche Magazin Frankfurter Allgemeine Quarterly erschien erstmals im November 2016. Bei einer Startauflage von 75.000 Exemplaren, einem Format von 28,5 × 21 cm, einem Umfang von bis zu 210 Seiten und einem Heftpreis von 10 Euro soll es nach Eigenaussage „die kreative Elite“ des Landes ansprechen. Verantwortlicher Redakteur ist seit Herbst 2016 Rainer Schmidt.

### FAZ Einspruch
Im November 2017 erschien FAZ Einspruch als Digitalprodukt speziell für Juristen. Wöchentlich erschienen sechs neue Ausgaben, mittwochs wurde das FAZ-Einspruch-Magazin veröffentlicht, das exklusiv für FAZ Einspruch verfasste Inhalte enthält. Dazu wird ein Podcast unter der Moderation von Stephan Klenner, Reinhard Müller, Anna-Sophia Lang und Patrick Bahners veröffentlicht, der einmal wöchentlich erscheint. Im Juni 2019 wurde das Produkt von einer „Ausgabenversion“ auf ein fortlaufend aktualisiertes Angebot geändert. Vom Aufbau ähnelt das Produkt nun der App Digitec. Exklusive Inhalte sind weiterhin enthalten, werden aber über die Woche verteilt veröffentlicht. Verantwortlicher Redakteur ist, zusätzlich zu seinen bisherigen Aufgaben, Reinhard Müller.

### FAZ Digitec
Die Nachrichten-App für das Smartphone enthält relevante Artikel über digitale Wirtschaft, Technologie und Industrie 4.0 der FAZ. Die App wurde im Juni 2018 erstmals veröffentlicht.

### FAZ Weekly(eingestellt)
Die FAZ Weekly war die englischsprachige Wochenzeitung der FAZ. Sie fasste hauptsächlich Leitartikel der Tageszeitung zusammen und lag jeweils freitags der International Herald Tribune bei. Sie erschien von Sommer 2002 bis zur Jahresmitte 2005. Vom 3. April 2000 bis zum 29. Juni 2002 hatte es sogar eine tägliche erscheinende Beilage FAZ English Edition gegeben.

## Aufsichtsrat
Andreas Barner ist Vorsitzender im Aufsichtsrat der Frankfurter Allgemeine Zeitung. Seine Stellvertreter sind der langjährige geschäftsführende Gesellschafter der Rheinisch-Bergischen Verlagsgesellschaft (heute Rheinische Post Mediengruppe), Karl Hans Arnold und Ulrich Wilhelm, Merkels ehemaliger Regierungssprecher und späterer Vorsitzender der ARD. Weitere Aufsichtsratsmitglieder sind die Verlegerin und Autorin Katarzyna Mol-Wolf, der Unternehmer Stefan Quandt und der Rechtsanwalt Joachim Rosengarten.

## Herausgeber
Die Frankfurter Allgemeine Zeitung ist die einzige Zeitung in Deutschland, die seit ihrer Gründung von einem Herausgebergremium geleitet wird. Die Herausgeber sind Gesellschafter der Frankfurter Allgemeine Zeitung GmbH. Ihre Aufgabe ist es, die politische, wirtschaftliche und kulturelle Linie des Blattes zu bestimmen. Sie führen die Zeitung nach dem Kollegialprinzip und sind ausschließlich ihrem journalistischen Anspruch verpflichtet. Der Spiegel charakterisierte die einzigartige Rolle so:

„Herausgeber bei der ‚Frankfurter Allgemeinen‘ zu werden, das war mal was. Es war eine Berufung, wie es sie im deutschen Journalismus kein zweites Mal gab. Ein Krönungsakt fast, der aus einem einfachen Redakteur einen mächtigen Mann machte. Das Gehalt enorm. Der Vertrag unbefristet. Der Einfluss: kaum zu überschätzen. Es war der Aufstieg zur Mitregentschaft in einem Reich, in dem das Geld beständig durch die Anzeigenabteilung herein- und durch die Redaktion wieder hinausströmte.“

Ihre Namen stehen unter dem Zeitungstitel und auf der Website von FAZ.NET. Jede Woche treten sie zur Herausgeberkonferenz zusammen. Der Vorsitz im Herausgebergremium wechselt jährlich.
Aktuelle Herausgeber
- Gerald Braunberger
- Jürgen Kaube
- Carsten Knop
- Berthold Kohler

Ehemalige Herausgeber
- Hans Baumgarten (Gründungsherausgeber, †)
- Erich Dombrowski (Gründungsherausgeber, †)
- Karl Korn (Gründungsherausgeber, †)
- Paul Sethe (Gründungsherausgeber, †)
- Erich Welter (Gründungsherausgeber, †)
- Benno Reifenberg (†)
- Jürgen Tern (†)
- Jürgen Eick (†)
- Nikolas Benckiser (†)
- Bruno Dechamps (†)
- Fritz Ullrich Fack (†)
- Joachim C. Fest (†)
- Johann Georg Reißmüller (†)
- Jürgen Jeske
- Hugo Müller-Vogg
- Dieter Eckart (†)
- Frank Schirrmacher (†)
- Günther Nonnenmacher (†)
- Holger Steltzner
- Werner D’Inka

In der Geschichte der FAZ kam es zu drei Entlassungen von Herausgebern: der von Jürgen Tern im Jahr 1970, der von Hugo Müller-Vogg im Jahr 2001 sowie der von Holger Steltzner im Jahr 2019. Bei allen dreien gab es nur vage beziehungsweise gar keine offiziellen Erklärungen. Eine besondere Rolle nimmt bei den Gründungsherausgebern Erich Welter ein, der als einziger bis heute im Impressum der Printausgabe genannt wird, und mit 30 Jahren Herausgeberschaft deutlich länger als alle anderen Herausgeber diese Position innehatte.

## Bekannte Mitarbeiter

### Die Redaktion
- Matthias Alexander (Feuilleton)
- Jasper von Altenbockum (Leiter Innenpolitik)
- Sibylle Anderl (Leiterin Ressort Natur und Wissenschaft)
- Holger Appel (Technik und Motor)
- Patrick Bahners (Kulturkorrespondent)
- Julia Bähr (Feuilleton)
- Patrick Bernau (Wirtschafts-Ressortleiter FAS)
- Ralph Bollmann (Wirtschaftspolitischer Korrespondent)
- Nikolas Busse (Leiter Außenpolitik)
- Dietmar Dath (Feuilleton)
- Daniel Deckers (Ressort Die Gegenwart, katholische Theologie)
- Andrea Diener (Feuilleton)
- Klaus-Dieter Frankenberger (Außenpolitik)
- Livia Gerster (Politik)
- Heike Göbel (Wirtschaftspolitik)
- Greser & Lenz (Karikaturistenduo)
- Rose-Maria Gropp (Kunstmarkt)
- Michael Hanfeld (Medien, Feuilleton Online)
- Rainer Hermann, Islamwissenschaftler, Nahost-Kenner
- Hannes Hintermeier (Feuilleton, Neue Sachbücher)
- Sandra Kegel (Feuilleton)
- Alfons Kaiser (verantwortlich für die Seite Deutschland und die Welt)
- Niklas Maak (Feuilleton)
- Reinhard Müller (Zeitgeschehen, F.A.Z. Einspruch, Staat und Recht)
- Joachim Müller-Jung („Natur und Wissenschaft“)
- Philip Plickert („Der Volkswirt“)
- Andreas Platthaus (Literatur)
- Edo Reents (Feuilleton)
- Volker Reiche (Strizz-Zeichner)
- Matthias Rüb (Korrespondent Italien, Vatikan)
- Heike Schmoll (Bildungspolitik, protestantische Theologie und Ökumene)
- Inken Schönauer (Leiterin Ressort Finanzen)
- Claudius Seidl (Feuilleton)
- Hubert Spiegel (Feuilleton). Verantwortlich für die Frankfurter Anthologie
- Simon Strauß (Feuilleton)
- Jakob Strobel y Serra (Feuilleton, Rubrik „Geschmacksache“)
- Michaela Wiegel (Korrespondentin in Frankreich)

### Ehemalige Mitarbeiter
- Konrad Adam
- Michael Althen (Filmkritiker, †)
- Melanie Amann (Wirtschaft)
- Franziska Augstein (Feuilleton)
- Günter Bannas (Politische Redaktion Berlin)
- Dieter Bartetzko (Architekturkritiker, †)

- Eduard Beaucamp (Feuilleton)
- Karl-Heinz Bohrer (Literaturkritiker und verantwortlicher Redakteur des Literaturteils, ab 1975 Korrespondent in England)
- Jörg Bremer (Italienkorrespondent)
- Heinz Brestel (Wirtschaftskorrespondent Zürich, †)
- Eleonore Büning (Musikkritikerin)
- Mathias Döpfner (Musikkritiker, später Brüssel-Korrespondent)
- Karl Feldmeyer (Parlamentskorrespondent, †)
- Rainer Flöhl (Naturwissenschaft, †)
- Gisela Friedrichsen (Gerichtsreporterin)
- Friedrich Karl Fromme (Innenpolitik, †)
- Eckhard Fuhr (Innenpolitik)
- Günther Gillessen
- Jan Grossarth („Mensch und Wirtschaft“)
- Hans Halbach, ab 1970 (ab 1977 Berlin-Korrespondent)
- Iris Hanika (Berliner Seiten)
- Rainer Hank (Wirtschaftschef FAS)
- Peter Härlin (Chefkorrespondent, †)
- Walter Haubrich (Korrespondent in Spanien, †)
- Georg Paul Hefty (deutsche Innenpolitik, verantwortlich für die Seite Zeitgeschehen)
- Georg Hensel (Theaterkritiker, †)
- Florian Illies (Feuilleton)
- Lorenz Jäger (Geisteswissenschaften)
- Navid Kermani (Kultur, Naher Osten)
- Christian Kracht (Feuilleton)
- Klaus Peter Krause (Chefredakteur Wirtschaft)
- Lutz Kleinhans (Bildredaktion, Fotograf, †)
- Sabina Lietzmann (Feuilleton-Korrespondentin in New York, †)
- Gerold Lingnau (Technik und Motor, †)
- Felicitas von Lovenberg
- Peter Lückemeier (Regional, Rhein/Main)
- Robert von Lucius (Korrespondent Südafrika, Afrika gesamt; Korrespondent nord- und mitteldeutsche Bundesländer)
- Regina May (Modeillustratorin, †)
- Günter Mick (Regional, Frankfurt)
- Bernd Naumann (†)
- Reinhard Olt (Politik)
- Wolfgang Peters (Technik und Motor)
- Marcel Reich-Ranicki (Literaturkritiker, †)
- Andreas Rossmann (Korrespondent Nordrhein-Westfalen)
- Kurt Reumann (Bildungspolitik, insbesondere Hochschulen, †)
- Henning Ritter (Geisteswissenschaften, †)
- Günther Rühle (Kritiker und Theaterintendant, †)
- Brigitte Scherer (Feuilleton, Tourismuskritik)
- Thomas Schmid (Politikchef)
- Wulf Schmiese
- Dirk Schümer (Feuilleton)
- Michael Schwarze (Filmkritik, †)
- Friedrich Sieburg (Schriftsteller, Literaturkritiker, †)
- Gerhard Stadelmaier (Theaterkritiker)
- Dolf Sternberger (Politikwissenschaftler und Journalist, †)
- Benjamin von Stuckrad-Barre
- Udo Ulfkotte (†)
- Julia Voss (Feuilleton)
- Ernst Günter Vetter, Wirtschaftsjournalist (†), auch für Fazit-Stiftung
- Wolfram Weimer
- Adelbert Weinstein (Militärexperte, †)
- Wilfried Wiegand (Feuilletonchef, †)
- Volker Zastrow (Correspondent-at-Large)
- Mathias Müller von Blumencron (Chefredakteur Digitale Produkte)
- Stefan Niggemeier (Medienjournalist)
- Doris Schmidt (Kunstkritikerin, †)

### Fotografen
- Chargesheimer (†)
- Robert Häusser (†)
- Thomas Höpker (†)
- Barbara Klemm
- Robert Lebeck (†)
- Otto Steinert (†)
- Liselotte Strelow (†)

## Preisträger der FAZ bei Journalistenpreisen
Theodor-Wolff-Preis:
- 1961: Günther Rühle
- 1962: Clara Menck
- 1963: Erich Helmensdorfer
- 1966: Rolf Michaelis
- 1967: Andreas Graf Razumovsky
- 1967: Joachim Nawrocki
- 1968: Walter Henkels, Peter Gerisch, Günther von Lojewski
- 1970: Fritz Ullrich Fack
- 1972/73: Hermann Pörzgen
- 1974/75: Walter Kannengießer
- 1976: Dietrich Ratzke
- 1977: Hermann Rudolph
- 1978: Karl Feldmeyer
- 1979: Rainer Flöhl
- 1981: Brigitte Scherer
- 1982: Helmut Herles
- 1989: Uwe Wittstock
- 1990: Johannes Leithäuser
- 1993: Klaus Broichhausen
- 1995: Jürgen Dahlkamp
- 1996: Friedrich Karl Fromme
- 1999: Maxim Biller
- 2000: Franziska Augstein
- 2006: Karl Feldmeyer (für sein Lebenswerk)
- 2009: Thomas Scheen, Oliver Maria Schmitt
- 2011: Uwe Ebbinghaus
- 2012: Volker Zastrow
- 2015: Konrad Schuller

## Rubriken und Beilagen

### FAZ-Magazin
Als Vorläufer kann die Frankfurter Illustrierte gelten, die in der Vorkriegszeit eine Ergänzung zur Frankfurter Zeitung darstellte.
Das FAZ-Magazin erschien vom 7. März 1980 bis zum 25. Juni 1999 freitags als wöchentliches farbiges Beilagenheft – dem Zeit-Magazin ähnlich – mit vorzugsweise kulturellen und biographischen Themen in insgesamt 1008 Ausgaben. Layout und Gestaltung stammten von Willy Fleckhaus. Als eigenständiges Verlagsprodukt wurde es zuletzt von einer etwa zwanzigköpfigen Redaktion unter Thomas Schröder als Chefredakteur hergestellt. Regelmäßig schrieb Johannes Gross eine Kolumne.
Seit 23. Februar 2013 erscheint wieder ein FAZ-Magazin, das aus dem bisher gemeinsam mit der Neuen Zürcher Zeitung herausgegebenen Mode- und Lifestylemagazin Z hervorgegangen ist. Es erscheint zwölfmal im Jahr, jeweils am zweiten Samstag des Monats und behandelt auf 80 Seiten die Themen Mode, Design, Reise, Beauty, Kunstmarkt und Kulinarik.
Im Editorial zur Ausgabe vom 23. Februar 2013 heißt es: „Bei all dem Zuspruch lässt sich unser Supplement, das in diesem Jahr acht Mal der Zeitung beiliegt, schon von Erscheinungsweise, Format und Themenspektrum her nicht mit dem im Jahr 1999 eingestellten Vorläufer gleichsetzen. Die Zeiten ändern sich, die Zeitschriften auch. Mit Themen rund um Lebensstil, Populärkultur und Gesellschaft werden wir neue Seiten aufschlagen.“ Das großformatige (278 mm × 400 mm) Hochglanzheft legt anders als das Vorgängermagazin einen Schwerpunkt auf Lifestyle und Luxus und dient damit als Werbefläche für Produkte aus diesen Bereichen.

### Hochschulanzeiger
Der Hochschulanzeiger ist eine Zeitschrift, die viermal jährlich im Verlag der Frankfurter Allgemeinen Zeitung erscheint. Er wendet sich speziell an Studenten, Hochschulabsolventen und Berufseinsteiger, die sich über Branchen und Unternehmen informieren wollen, ihren zukünftigen Arbeitgeber suchen oder Tipps für die Bewerbung wünschen. Er kann einzeln oder zusammen mit einem Studentenabonnement der FAZ abonniert werden. Außerdem ist er am Kiosk erhältlich. Zwei Wochen nach Erscheinungstermin wird er kostenlos an vielen Hochschulen in Deutschland und Österreich verteilt bzw. dort ausgelegt. Die verbreitete Auflage des Hochschulanzeigers beträgt 216.839 Exemplare, davon 99.839 verkauft (IVW 4/2009).

### Chrismon
Seit 2008 legt die FAZ monatlich das geheftete Chrismon-Magazin der evangelischen Kirche bei.

### Frankfurter Anthologie
Die Artikelreihe Frankfurter Anthologie ist eine Sammlung deutschsprachiger Gedichte mit Interpretationen, die von Marcel Reich-Ranicki im Jahr 1974 begründet wurde und bis heute im Feuilleton der Samstagsausgabe erscheint.

### Bilder und Zeiten
Bis Ende 2001 war Bilder und Zeiten die Tiefdruckbeilage zur Samstagsausgabe der FAZ. Sie zeichnete sich durch längere Artikel des Ressorts Feuilleton (insbesondere Literatur) aus. Die Beilage war großformatig schwarz-weiß bebildert. Zu erinnern ist insbesondere an die Fotos von Barbara Klemm, die hier regelmäßig erschienen. Im November 2006 wurde Bilder und Zeiten zumindest als Name wiederbelebt: die neue Samstagsbeilage erschien allerdings in gewöhnlichem Zeitungsdruck und modernisiert gestaltet. Verantwortlicher Redakteur ist Andreas Platthaus. Bilder und Zeiten wurde Ende 2012 als Beilage eingestellt; die bisher dort erschienenen Rubriken wurden in das Feuilleton aufgenommen. Im Internet werden die bisher in der Beilage erschienenen Beiträge noch unter altem Namen bereitgestellt.

### Berliner Seiten(1999–2002)
Die Berliner Seiten waren eine in Berlin produzierte, in der Regel sechsseitige feuilletonistische Beilage der FAZ. Die Redaktion wurde von Florian Illies geleitet. Die Berliner Seiten erschienen erstmals am 1. September 1999 und wurden im Sommer 2002 wieder eingestellt, nachdem sich die Erwartung der FAZ, mit der Beilage die Zahl der Berliner Abonnenten nennenswert zu steigern, nicht erfüllt hatte.

## Weitere Geschäftsfelder
Der Verlag diversifiziert seine Aktivitäten, um aus intern vorhandenen Kompetenzen zusätzliche Erlöse zu generieren.

### Frankfurter Allgemeine Archiv
Das von Marianne Englert aufgebaute Archiv der FAZ ist mit über 45 Millionen Artikeln eines der umfangreichsten Pressearchive der Welt. Seine Dokumentare verfügen über eine große Pressedatenbank mit Dokumenten aus mehr als 200 Quellen sowie über spezialisierte Wissensdatenbanken. Das Archiv ist das Informationszentrum der Zeitung, dessen vorrangige Aufgabe darin besteht, die Redaktion mit Fakten und Hintergrundinformationen zu versorgen. Daneben bietet es Informationen und -dienstleistungen für externe Kunden an (u. a. Online-Archiv mit Artikeln ab 1993, Jahrgangs-, Länder- und Themen-CD-ROMs, Audio-Dossiers, Vermarktung von Nachdruck- und Nutzungsrechten, Bereitstellung des Online-Archivs für Bibliotheken und Unternehmen, Termindienste).

### FAZ Stellenmarkt
Im FAZ Stellenmarkt werden samstags und sonntags Stellenanzeigen in den Printausgaben veröffentlicht. Die überwiegende Anzahl der Print-Anzeigen werden ebenfalls online im zugehörigen Jobportal veröffentlicht. Von 2006 bis 2016 war der Online-Stellenmarkt unter der Domain fazjob.net zu erreichen. Die Domain wurde auf stellenmarkt.faz.net geändert.

### FAZ Immobilienmarkt
Der FAZ Immobilienmarkt ist das digitale Immobilienportal der FAZ. Der Relaunch des Portals erfolgte Anfang 2018. Es werden Immobilien innerhalb Deutschlands und Auslandsimmobilien in Europa im höheren Preissegment angeboten.

### Klassiker der Comic-Literatur
In den Jahren 2005 (beginnend mit Superman) und 2006 (abschließend mit Lucky Luke) veröffentlichte die FAZ in Zusammenarbeit mit Panini Comics 20 Bände bekannter Comicserien. Sie wurden redaktionell durch den Journalisten und Autor Andreas Platthaus betreut.

### FAZ Forum
Die Verlagsgruppe veranstaltet Fachkongresse, bei denen neben externen Referenten auch redaktionelle Mitarbeiter der Zeitung ihr Fachwissen für die Teilnehmer aufbereiten. Das FAZ-Forum wurde zum 31. Dezember 2017 geschlossen. Die Geschäfte werden von der Convent Kongresse GmbH übernommen.

### Frankfurter Allgemeine Business School
Unter dem Titel Frankfurter Allgemeine Business School wird berufliche Weiterbildung im Bereich Wirtschaft und Management angeboten.

### F.A.Z. Kaufkompass
Unter dem Namen F.A.Z. Kaufkompass veröffentlicht der Verlag seit August 2023 Testberichte und Produktrezensionen auf FAZ.NET. Die Kaufkompass-Redaktion arbeitet unabhängig von der Redaktion der Frankfurter Allgemeinen Zeitung und hat ihren Sitz in München. Der F.A.Z. Kaufkompass entstand durch die Übernahme des Testportals AllesBeste.de. Der Gründer und Geschäftsführer der AllesBeste GmbH, Thilo Röscheisen, ist weiterhin als Geschäftsführer für das Unternehmen tätig.

## Wettbewerber
Wichtigste überregionale deutsche Konkurrenzblätter sind die Süddeutsche Zeitung und Die Welt. Die Frankfurter Rundschau war traditionell der regionale Wettbewerber, wurde aber im Zuge der Insolvenz durch die FAZ übernommen und bis März 2018 unter dem Dach des Verlages weitergeführt. Ebenfalls zum Konzern gehörte die Frankfurter Neue Presse, die im Umland von Frankfurt unter verschiedenen lokalen Kopfblättern erscheint. Alle FAZ-Anteile der Zeitungen wurden März 2018 von der Zeitungsholding Hessen und Verleger Dirk Ippen übernommen.
Seit April 2021 arbeiten die Frankfurter Allgemeine Zeitung und die Süddeutsche Zeitung im Rahmen des Joint Venture Republic mit dem Hauptsitz in Berlin, bei dem beide Verlage zu je 50 % beteiligt sind, auf dem überregionalen Werbemarkt zusammen. Die lokalen und regionalen Märkte sowie die digitalen Auftritte der Verlage bleiben davon unberührt.

## Kritik

### Kooperation mit dem Bundesnachrichtendienst
Der Bundesnachrichtendienst (BND) wurde 1968 von der Niederschlagung des „Prager Frühlings“ überrascht. Mit einem „Deal“ erreichte der BND, dass die Presse dieses Versagen verschwieg. Das Pressereferat des BND schrieb am 28. August 1968:
„Grundsätzlich hat sich den letzten Tagen gezeigt, dass unsere PrSV [Pressesonderverbindungen] gegen Überlassung guter Informationen stets bereit sind, für unser Haus einzutreten“.
Es nannte neben der FAZ auch Die Welt, den Münchner Merkur, die Rhein-Zeitung und Bild.

### Berichterstattung und Kommentierung der Finanzkrise 2008
Eine Studie der gewerkschaftsnahen Otto-Brenner-Stiftung von Hans-Jürgen Arlt und Wolfgang Storz von März 2010 beleuchtete die Zeitungen Handelsblatt, Die Tageszeitung, Süddeutsche Zeitung, FAZ, Financial Times Deutschland, die ARD-Formate Tagesschau und Tagesthemen sowie die Nachrichtenagentur DPA zum Thema „Wirtschaftsjournalismus in der Krise – Zum massenmedialen Umgang mit Finanzmarktpolitik“. Die Studie kommt zu dem Schluss, dass der tagesaktuelle deutsche Wirtschaftsjournalismus als Beobachter, Berichterstatter und Kommentator des Finanzmarktes und der Finanzmarktpolitik bis zum offenen Ausbruch der globalen Finanzmarktkrise – mit Ausnahme der taz – schlecht gearbeitet habe.

### Berichterstattung zur EU-Urheberrechtsnovelle
Die Frankfurter Allgemeine Zeitung setzte sich in ihrer Berichterstattung zur Urheberrechtsreform der Europäischen Union in einer Reihe von Artikeln für die vorgeschlagene Reform ein, damit sichergestellt sei, „dass Kreative und Urheber einen Lohn für die Verwertung ihrer Werke bekommen“.
Sie vertritt damit die Ansicht des Bundesverbandes Deutscher Zeitungsverleger (BDZV) und über 240 europäischer Verbände, die Autoren, Komponisten, Schriftsteller, Journalisten und Fotografen vertreten. Ihre Haltung sowie die Art der Berichterstattung zur Thematik werden von zahlreichen Gegnern der Reform kritisiert.